# Gediminas Grina
Gediminas Grina (* 3. Mai 1965 in Anykščiai) ist ein litauischer Offizier. Er ist Leiter des Nachrichtendienstes Valstybės saugumo departamentas (VSD).

## Leben
1990 absolvierte er das Diplomstudium der Physik an der Vilniaus universitetas und arbeitete von 1990 bis 1992 am Forschungsinstitut „Venta“ als Ingenieur und Technologe. Von 1992 arbeitete er in der Brigade „Geležinis Vilkas“ und von 1999 bis 2001 am Verteidigungsministerium Litauens als Leiter der Unterabteilung. 1993 wurde er zum Oberleutnant, 1997 zum Kapitän, 1999 zum Major. Von 2001 bis 2004 wurde er Militärattaché in der litauischen Botschaft in den USA und Kanada. Ab 2004 arbeitete er bei Antrasis operatyvinių tarnybų departamentas (AOTD), von 2005 bis 2010 war er stellvertretender Direktor für Spionage von AOTD. Seit dem 9. April 2010 ist er Generaldirektor von VSD. Er wurde von Dalia Grybauskaitė zum Sicherheitsgeneral befördert.
Grina gehört zu den 89 Personen aus der Europäischen Union, gegen die Russland im Mai 2015 ein Einreiseverbot verhängt hat.

## Familie
Grina ist verheiratet und hat eine Tochter.